# David Rockefeller ml.
David Rockefeller ml. (r. New York, 24. srpnja 1941.), američki poduzetnik, pomorac, pjevač i filantrop, član i predvodnik Rockefellera, jedne od najbogatijih obitelji svijeta. Sudjeluje u neprofitnim projektima i bavi se pitanjima zaštite okoliša.  Najstariji je sin miljardera Davida Rockefellera († 2017.) i Margaret Peggy McGrath († 1996.) i praunuk Johna D. Rockefellera (1839. – 1937.), suosnivača Standard Oila i najbogatijeg čovjeka u američkoj povijesti.

## Životopis
Pohađao je akademiju Phillips Exeter u New Hampshireu i diplomirao na Harvardskom koledžu i Harvardskoj pravnoj školi. Po završetku školovanja naselio se na području Bostona i bavio glazbom i umjetnošću. Radio je godinama za bostonski simfonijski orkestar. Godine 1964. bio je jedan od osnivača Cantanta pjevača i ansambla, u kojem je osobno nastupao.
Godine 1983. osnovao je projekt Građanskog sudjelovanja s ciljem motiviranja 80 milijuna građana koji nisu koristili svoje političko pravo glasa. Iste godine bio je na čelu tima koji je izradio novu strategiju za Rockefellerovu bratsku zakladu. Izvještaj je predlagao jednu svjetsku perspektivu, usmjerenu na resurse i globalnu sigurnost, uključujući kontrolu naoružanja, međunarodne odnose, ekonomski razvoj, trgovinu i financije. Zbog doprinosa projektu, Davidu ml. bilo je obećano da će preuzeti vodstvo obitelji nakon očeve smrti.
Godine 1991. rođaci su ga izabrali kao očeva nasljednika na čelu Rockefelleorvih Financijskih usluga, a 2006. godine izabran je u odbor Zaklade Rockefeller, čime je postao šesti član obitelji koji je sudjelovao u radu odbora, od njegova osnivanju 1913. godine. Osnovao je organizaciju Pomorci za more.